# Sherrill Milnes

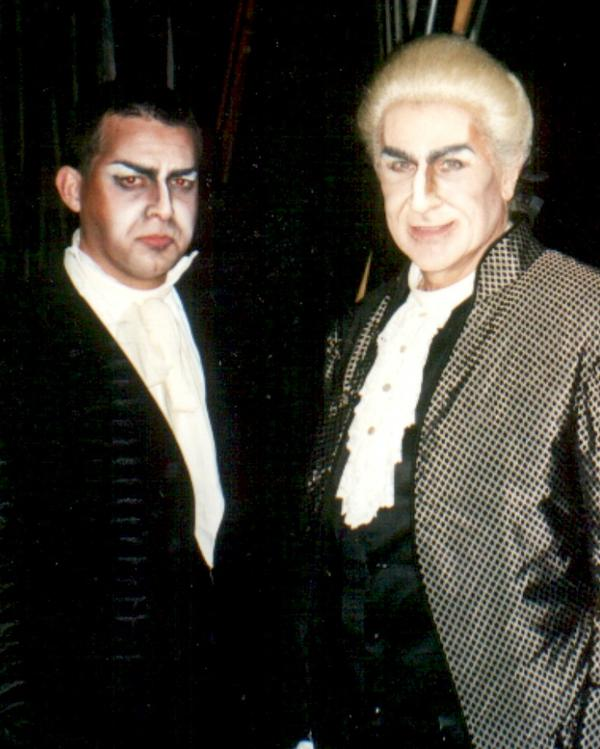
Sherrill Milnes (rechts) in einer Aufführung von Tosca (1997)

Sherrill Eustace Milnes (* 10. Januar 1935 in Downers Grove, Illinois) ist ein US-amerikanischer Opernsänger (Bariton), der besonders für seine Verdi-Interpretationen bekannt ist. Von 1965 bis 1997 trat er an der Metropolitan Opera (in New York) auf, wo er nach Erfolgen an der New York City Opera als Valentin in Charles Gounods Faust debütierte.
Er begann seine Karriere 1960 in Boston als Masetto in Don Giovanni von Wolfgang Amadeus Mozart. Dann studierte er kurzzeitig bei der Sopranistin Rosa Ponselle und sang an der von ihr geleiteten Baltimore Opera unter anderem den Gerard in Andrea Chénier von Umberto Giordano.
Neben seinen amerikanischen Erfolgen debütierte er 1964 als Figaro in Rossinis Il Barbiere di Siviglia im Teatro Nuovo in Mailand, internationalen Ruhm sollte ihm jedoch erst 1968 sein Auftritt in Verdis Luisa Miller bescheren. An der Lyric Opera of Chicago trat er in folgenden Verdi-Opern auf: 1971 in Don Carlo, 1972 in Un ballo in maschera, 1979 in Simon Boccanegra und 1985 in Otello.
Er hat eine Vielzahl von Opern für die Schallplatte eingespielt, hauptsächlich aus dem italienischen Repertoire und oft mit Placido Domingo als Partner. Er ist der Bariton, der die meisten Gesamtaufnahmen sowohl mit Domingo als auch mit Luciano Pavarotti vorgelegt hat, z. B. Puccinis Tosca mit beiden sowie zusätzlich einen Kinofilm mit Domingo. Der Großteil seines Repertoires ist auf Schallplatte dokumentiert, einige Opern auch doppelt: neben Tosca noch La Boheme, Rigoletto und La Traviata. Zahlreiche Fernsehübertragungen der Met auf Video: Ernani, Luisa Miller, Il Trovatore, Don Carlo, Simon Boccanegra, I Pagliacci, La Fanciulla del West u. a.
In den frühen 1980er Jahren erfuhr seine Karriere (mit Rollen wie Jago in Verdis Otello, Tonio in Leoncavallos Pagliacci, Rigoletto in Verdis Rigoletto oder Enrico in Donizettis Lucia di Lammermoor) einen kurzzeitigen Einbruch aufgrund gesundheitlicher Probleme mit der Stimme, die er jedoch überwand.
Heute unterrichtet er an der Northwestern University (USA).